# Euryproctus puritanicus
Euryproctus puritanicus là một loài tò vò trong họ Ichneumonidae.